# 益田香遠
益田 香遠（ますだ こうえん、男性、天保7年（1836年） ‒ 大正10年（1921年））は、江戸時代末期から大正時代にかけて活躍した日本の篆刻家である。名前は重太郎あるいは厚。字は士章。香遠のほか宜軒の号がある。

## 略歴
江戸の篆刻家益田遇所の子として江戸に生まれる。父遇所は名工益⽥勤斎の門弟であったが、子がいなかったため師の勤斎の養子となり浄碧居派を継いだ。
幼い頃より父遇所より手ほどきを受け頭角を現した。
開国により外国との条約締結を行う際に「国印」が必要になったことから、安政4年（1857年）に香遠らに製作が命じられた。この国印は明治維新まで様々な外交文書に使用された。
明治になると太政官の官印師に指定され、様々な公印を作成した。特に日本銀行券の「総裁之印」「発券局長」の印章は現在発行中の紙幣にも使用されており、最も知られたものである。